# William Aar
William Aar (Trondheim, 23 de octubre de 1997) es un jugador de balonmano noruego que juega de lateral izquierdo en el Team Tvis Holstebro. Es internacional con la selección de balonmano de Noruega.
Con la selección ganó la medalla de bronce en el Campeonato Europeo de Balonmano Masculino de 2020.

## Palmarés internacional
| Campeonato Europeo | Campeonato Europeo        | Campeonato Europeo | Campeonato Europeo |
| Año                | Lugar                     | Medalla            |                    |
| ------------------ | ------------------------- | ------------------ | ------------------ |
| 2020               | Austria, Noruega y Suecia | Medalla de bronce  |                    |

## Clubes
| Club                | País      | Año         |
| ------------------- | --------- | ----------- |
| Sandnes HK          | Noruega   | - 2018      |
| Kolstad IL          | Noruega   | 2018 - 2020 |
| Århus GF            | Dinamarca | 2020 - 2021 |
| Ribe-Esbjerg HH     | Dinamarca | 2021 - 2024 |
| Team Tvis Holstebro | Dinamarca | 2024 - Act. |